# スタルムジェーの楢

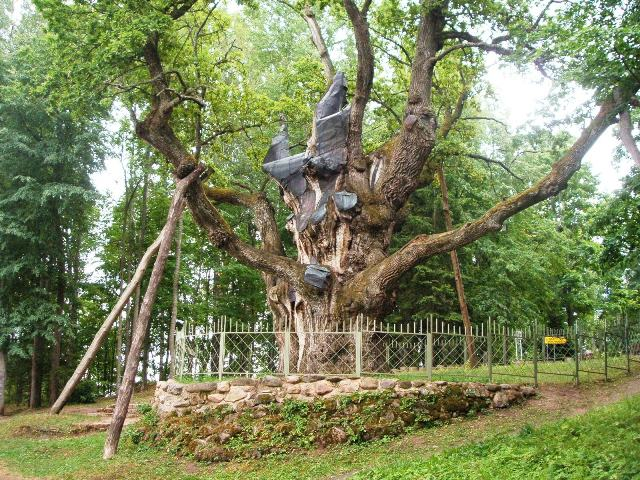
スタルムジェーの楢

スタルムジェーの楢（スタルムジェーのなら、リトアニア語: Stelmužės ąžuolas）は、リトアニア・スタルムジェー村の付近の、かつてのスタルムジェー荘園の公園に生えているヨーロッパナラの樹木。
同樹は、その最も幅広いところで、直径3.5メートル・幹周13メートル、腰の高さのところで直径2.8メートル・幹周9.58メートルと測定されている。楢は、生き残っている側枝だけで高さ23メートルに達する。少なくとも1500歳、あるいは2000歳程度あると考えられており、リトアニア最古であり、ヨーロッパ最古のものの1つになる。しかし、幹の内部が取り除かれているため、正確な年齢の測定は難しい。
1960年に、楢は天然記念物と宣言され、リトアニアの保護対象物のリストに含められた。
伝説によれば、ペルクナスはこの木の根元で異教徒たちに祀られたという（リトアニアの宗教#多神教参照）。

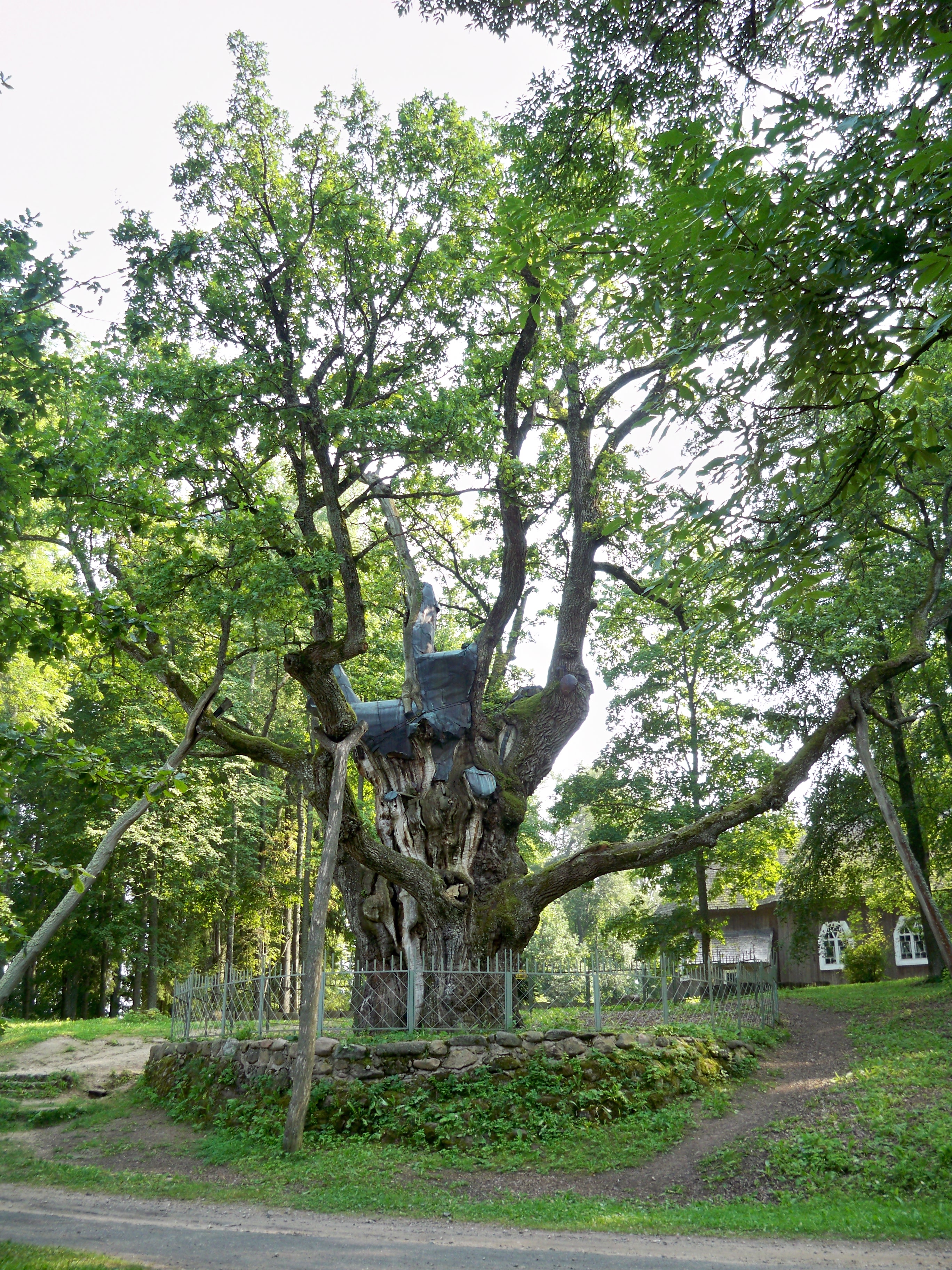
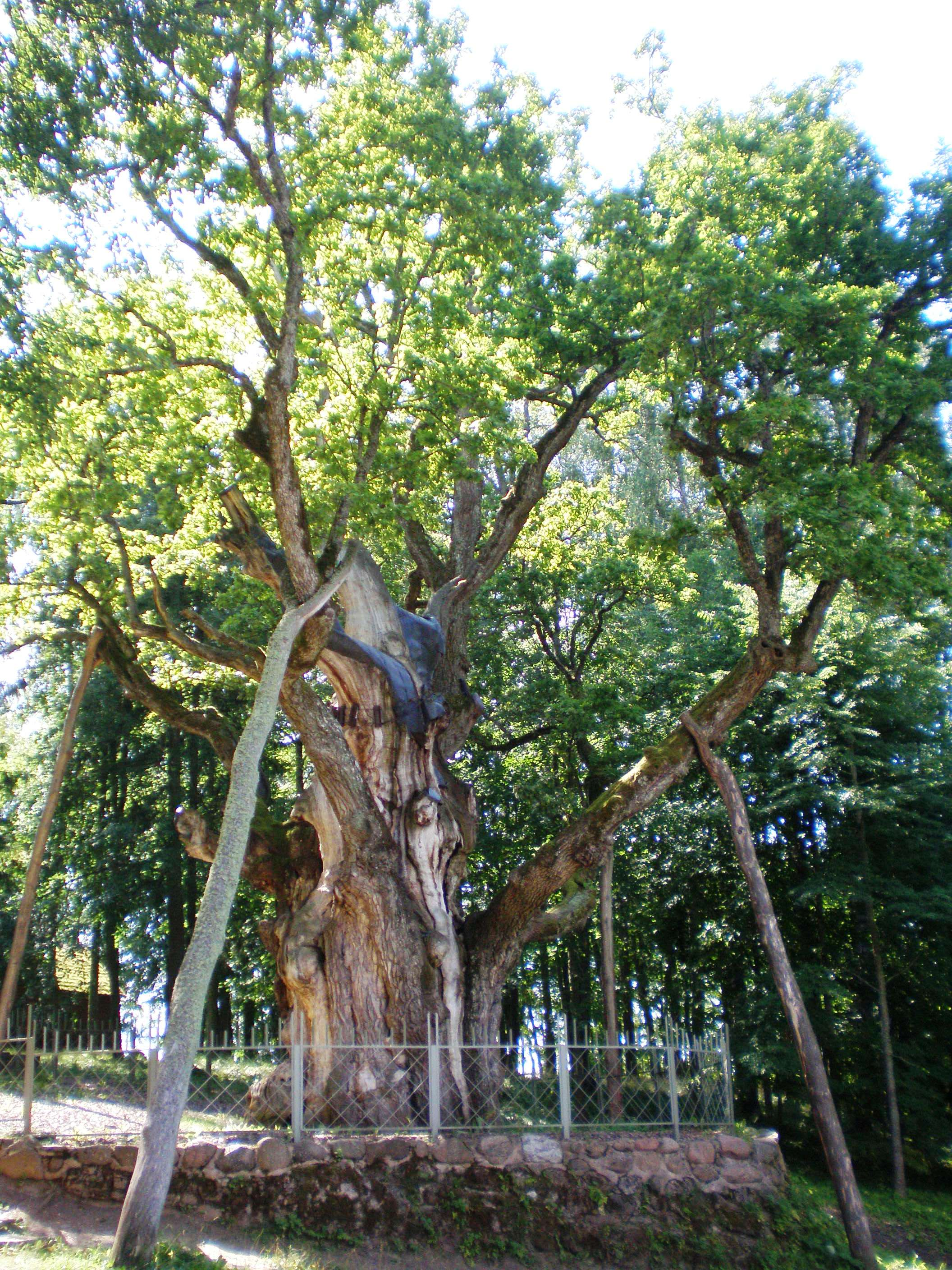